# دیدگاه‌های فمینیستی درباره تن‌فروشی
همچون بسیاری از موضوعات دیگر در جنبش فمنیستی، در خصوص تن‌فروشی هم یک تنوع عقیده وجود دارد. بسیاری از این عقاید به‌طور کلی توسط یک دیدگاه اصلی تنظیم شده که عموماً یا انتقادکننده یا حمایت‌کنندهٔ تن‌فروشی و کار جنسی است. فمنیست‌های ضد تن‌فروشی معتقدند که تن‌فروشی شکلی از استثمار زنان و تسلط مردان بر زنان و عُرفی است که پیامد حکمِ اجتماعیِ پدرسالاری موجود می‌باشد. این بحث فمنیست‌ها که تن‌فروشی یک اثر بد دارد- هم بر خود تن‌فروش‌ها هم بر جامعه به عنوان یک کل- همچون دیدگاه‌های تثبیت شدهٔ کلیشه‌ای دربارهٔ زنان- که زن را به عنوان شیئی جنسی که توسط مرد می‌تواند مورد استفاده و تجاوز قرار بگیرد - می‌باشد. فمنیست‌های دیگر معتقدند که تن‌فروشی و دیگر شکل‌های کار جنسی می‌تواند انتخاب‌های قابل قبولی برای مردان و زنانی باشد که ترجیح می‌دهند به این کار بپردازند. در این دیدگاه تن‌فروشی باید از تن‌فروشی اجباری متمایز شده باشد، و فمنیست‌ها باید از حقوق کارگر جنسی علیه تجاوزهای صنعت جنسی و سیستم قانونی، پشتیبانی کنند. عدم توافق بین این دو رفتار فمنیستی به‌شکل جدل‌های منحصربه‌فردی درآمده‌است، و شاید با جنبش‌های فمنیستی قرن اخیر قابل قیاس باشد.

## مخالفان با تن‌فروشی
گروهی از فمینیست‌ها شدیداً مخالف تن‌فروشی‌اند. آن‌ها این عمل را به عنوان شکلی از خشونت علیه زنان قلمداد می‌کنند که نباید بر جامعه بار شود. فمینیستهای مخالف تن‌فروشی، کاتلین بری، ملیسا فارلی، جولی بین دل، شیلا جفریز و کاترین مکینن و لرا لدرر هستند. استدلال‌های آن‌ها علیه تن‌فروشی با جزییات بیشتر در زیر توضیح داده می‌شود.

### فقر و جبر
این دسته از فمینیستها، استدلال می‌کنند که در بیشتر موارد، تن‌فروشی یک انتخاب آگاهانه و حساب شده نیست. دلیل اغلب زنانی که به تن‌فروشی تن می‌دهند این است که آن‌ها از طریق مختلف به این کار مجبور می‌شوند، یا توسط مؤسسه‌های روسپی‌گری و قاچاق انسان به کار گرفته شده‌اند یا زمانی که آن‌ها مستقل تصمیم گرفتند باز این تصمیم به علت وجود مشکلاتی از قبیل اعتیاد به مواد مخدر، شوک‌های متحمل شده در گذشته (خصوصاً سو استفاده‌های جنسی در دوران کودکی) و دیگر شرایط تاسف بار بوده‌است.
این گروه از فمینیست‌ها اشاره می‌کنند که درصد زنان در پایین‌ترین طبقات اجتماعی اقتصادی –زنان بسیار فقیر، زنان با سطح آموزش پایین، زنان در محروم‌ترین اقلیت‌های قومی و نژادی – در سراسر جهان در میزان تن‌فروشی بیشتر نشان داده شده‌است."اگر تن‌فروشی انتخابی آزاد است، چرا زنان با کمترین انتخاب حاضر به انجام آن می‌شوند؟ "(Mackinon,1993). این دوره برای اکثر تن فروشان دوره دشواری از زندگی‌شان می‌باشد و بسیاری از آن‌ها تمایل به ترک این موقعیت دارند.
کاترین مکینون استدلال می‌کند که" در تن‌فروشی زنان با مردان رابطه جنسی دارند و این در حالی است که آن‌ها هرگز تمایل به داشتن این رابطه ندارند. در نتیجه پول به عنوان شکلی از زور عمل می‌کند نه به عنوان اندازه‌گیری میزان رضایت. این عمل مانند زور فیزیکی در تجاوز جنسی است ."
بعضی از محققین تن‌فروشی باور دارند که رضایت واقعی در تن‌فروشی ناممکن است: در ادبیات آکادمیک در مورد تن‌فروشی تعداد بسیار اندکی از نویسندگان هستند که استدلال می‌کنند رضایت معتبر به تن‌فروشی ممکن است. عمدتاً خاطر نشان می‌شود که رضایت به تن‌فروشی غیرممکن یا حداقل نامحتمل است .". "(...) بیشتر نویسنده‌ها اظهار می‌کنند که رضایت به تن‌فروشی اگر ناممکن نباشد عمیقاً مسئله‌دار است(...) بیشتر نویسندگان استدلال کرده‌اند که رضایت به تن‌فروشی ناممکن است. فمنیست‌های رادیکال این دیدگاه را دارند :زیرا تن‌فروشی همواره یک عمل جنسی توأم با اکراه است. دیگران تنها عنوان می‌کنند که اکراه اقتصادی رضایت جنسی روسپیان را اگر ناممکن نکند به شدت مسئله‌دار می‌نماید…". در نهایت مخالفان برده داری باور دارند که: نمی‌توان گفت فردی واقعاً به ستم علیه خودش رضایت داده‌است و هیچ کس نباید حق داشته باشد به ستم علیه دیگران رضایت دهد. به زبان کتلین بری رضایت " نشانگر خوبی برای وجود ستم نیست و رضایت به ظلم، از واقعیت‌های ستم است. ستم نمی‌تواند به‌طور مؤثر با توجه به درجه "رضایت" اندازه‌گیری شود زیرا اگر رضایت تحت عنوان ناتوانی از دیدن یا حس کردن هرگونه جایگزینی تعریف شودحتی در برده‌داری هم مقداری رضایت وجود داشت "

### اثرات درازمدت تن‌فروشی
فمینیست‌های مخالف با تن‌فروشی استدلال می‌کنند که تن‌فروشی فعالیتی است که منجر به آثار درازمدت منفی بر تن‌فروش می‌شود. از این آثار می‌توان به مواردی نظیر، آسیب‌های روانی جدی، استرس، افسردگی، اضطراب، استفاده از الکل و سؤمصرف مواد، اختلالات خوردن، و خطر بیشتر برای آسیب رساندن به خویش و خودکشی اشاره کرد. به گمان این فمینیست‌ها، وقوع چنین پیامدهایی جای تعجب ندارد زیرا نه تنها تن‌فروشی فعالیتی استثماری است، که در آن زن با مشتریانی رابطهٔ جنسی دارد که برایش جذاب نیستند، بلکه علاوه بر آن، زن به‌طور منظم در معرض خشونت روانی، تنانی و جنسی قرار دارد.
آندریا دورکین، که در گذشته یک تن‌فروش بوده‌است، می‌گوید: «تن‌فروشی به خودی خود یک سوءاستفاده از بدن زن است. آن دسته از ما که از چنین چیزهایی صحبت می‌کنیم به ساده‌لوحی متهم می‌شویم. اما تن‌فروشی مسئلهٔ غیرقابل فهمی نیست. (...) در تن‌فروشی، هیچ زنی سالم باقی نمی‌ماند. غیرممکن است که از بدن یک انسان آنطور که از بدن زن حین تن‌فروشی استفاده می‌شود استفاده کرد و آنگاه در انتها همچنان با یک انسان سالم سر و کار داشته باشید، یا حتی در حین تن‌فروشی، یا حتی در دوره‌های آغازین تن‌فروشی. غیرممکن است؛ و هیچ زنی پس از آن به سلامت ابتدایی خویش برنمی‌گردد.»

### سلطه مرد بر زن
فمینیستهای مخالف تن‌فروشی به شدت منتقد تصویر جنسی مثبت در تن‌فروشی هستند. این نوع تصویر، مدعی است که تن‌فروشی قسمتی از آزادی جنسی زنان است و نوعی توانمندسازی را برای آن‌ها به همراه دارد[نیازمند منبع]. بسیاری از این فمینیست‌ها توافق دارند که آزادی جنسی زنان در مبارزه برای برابری جنسی، بسیار مهم است. بسیار اساسی است که جامعه دید مرد سالارانه را بر تمایلات جنسی مؤنث، غالب نکند. به عنوان مثال داشتن رابطه جنسی خارج از رابطه معمول در ازدواج برای زنان عملی شرم‌آور و غیرمعمول محسوب می‌شود. در نگاه ظالمانه و مردسالارانه مشابه دیگری، تن‌فروشی فعالیت جنسی ای بر اساس ساختار مردسالانهٔ تمایلات جنسی است که در آن لذت جنسی زن در نظر گرفته نمی‌شود. نقش زن تنها تن دادن به خواسته‌های جنسی مرد و انجام اعمالی است که او به زن می‌گوید؛ بنابراین رابطه جنسی از طرف مرد کنترل می‌شود و نسبت به پاسخ و رضایت زن بی‌تفاوت است. این گروه از فمینیستها استدلال می‌کنند که آزادی جنسی برای زنان بدست نخواهد آمد تا زمانی که فعالیت‌های جنسی که در آن‌ها مرد بر زن سلطه دارد، هنجار شود.
از آنجایی که مراجع با زنی سکس دارد که از آن لذت نمی‌برد و تلاش روانی فراوانی می‌کند تا خود را از مراجع جدا کند، چنین فمنیست‌هایی تن‌فروشی را به عنوان نوعی سلطه مردانه بر زنان می‌بینند. عمل تن‌فروشی یک عمل جنسی دوطرفه و برابر نیست، زن را در موقعیتی وابسته قرار می‌دهد و او را مطلقاً ابزاری برای لذت جنسی مراجع تبدیل می‌کند. این فمنیست‌ها باور دارند که بسیاری از مراجعین از خدمات روسپیان استفاده می‌کنند زیرا از اعمال قدرتی که از این عمل بدست می‌آورند و کنترلی که در طول فعالیت جنسی بر زن دارند لذت می‌برند. کاترین مک کینون استدلال می‌کند که تن‌فروشی "تنها سکس نیست، آن سکسی است که تو آنچه را انجام می‌دهی که من می‌گویم "
روسپیگری از دیدگاه این فمنیست‌ها نتیجهٔ نظم اجتماعی پدرسالار است که زنان را به مردان وابسته می‌کند و در آن نابرابری میان جنسیت‌ها در همهٔ ابعاد زندگی حاضر است. این فمنیست‌ها عقیده دارند که تن‌فروشی برای جامعه بسیار آسیب زا است زیرا این نظر را که زنان کالاهایی جنسی هستند که به جهت لذت مردان وجود دارند و می‌توانند خریده شوند و تنها برای خشنودی مردان استفاده شوند را تقویت می‌کند. فمنیست‌های ضد تن‌فروشی استدلال می‌کنند که وقتی یک جامعه تن‌فروشی را می‌پذیرد این پیام را می‌فرستد که نامربوط است زن در طول سکس چه احساسی دارد یا اینکه نتایج سکس برای او چه خواهد بود. اینکه برای مرد پذیرفتنی است که وارد عمل جنسی با زنی شود که از آن لذت نمی‌برد و از لحاظ روانی و هیجانی خود را مجبور می‌کند تا بتواند از عهدهٔ آن برآید؛ عادی‌سازی چنین رویارویی‌های جنسی یک طرفه‌ای، شاید به طرز منفی بر شیوه‌ای که مردان زنان به‌طور کلی را درک می‌کنند اثر بگذارد و شاید خشونت‌های جنسی علیه زنان را افزایش دهد.
این فمنیست‌ها به شدت با ایدئولوژی پدرسالار که وجود تن‌فروشی را در طول تاریخ توجیه کرده‌است (و همچنان به توجیه آن در بسیاری از جوامع ادامه می‌دهد) مخالفت می‌کنند. آن ایدئولوژی این است که تن‌فروشی یک «شر ضروری» است. از آنجاییکه مردان نمی‌توانند خود را کنترل کنند پس ضروری است عدهٔ اندکی از زنان زندگی خود را فدا کنند و از آن‌ها توسط مردان سوءاستفاده شود تا از زنان «پاکدامن» در برابر تجاوز و مزاحمت محافظت گردد. این فمنیست‌ها به تن‌فروشی همچون نوعی بردگی می‌نگرند و استدلال می‌کنند که تن‌فروشی نه تنها آمار تجاوز را کاهش نمی‌دهد، بلکه با فرستادن این پیام که: پذیرفتنی است مردان با زنان آنگونه رفتار کنند که گویی چیزی نیستند بالاتر از ابزار جنسی که مرد بر آن کنترل کامل دارد، به افزایش شدید خشونت‌های جنسی علیه زنان می‌انجامد. ملیشا فارلی استدلال می‌کند که آمار بالای تجاوز در نوادا با تن‌فروشی قانونی مرتبط است (نوادا تنها ایالتی در آمریکاست که روسپی خانه‌های قانونی را می‌پذیرد، نوادا رتبهٔ ۴ام از ۵۰ ایالت آمریکا را درجرایم تجاوزات جنسی دارد): «نرخ تجاوز نوادا از متوسط آمریکا بالاتر و بسیار بالاتر از کالیفرنیا نیویورک و نیوجرسی است. چرا این‌طور است؟ تن‌فروشی قانونی فضایی را در این ایالت ایجاد می‌کند که که زنان انسان‌هایی برابر با آن‌ها نیستند، توسط مردان به آن‌ها بی‌احترامی می‌شود و صحنه را برای افزایش خشونت علیه زنان فراهم می‌کند.»

### پیامدها و همبستگی‌ها با خشونت علیه زنان
دسته‌ای از فمینیستهای مدافعِ لغو تن‌فروشی، خریدو فروش رابطه جنسی در تن‌فروشی را پس از اعمال خشونت علیه زنان، می‌بینند. آمار تأییدکننده این ادعا، مطالعات پیش زمینه‌ای تن‌فروشی است. عمده زنان تن‌فروش سطح بالایی از خشونت را تجربه می‌کنند، هم در دوران کودکی، قبل از آنکه وارد تن‌فروشی شوند و هم بعد از آن. دستِ کم در کشورهای انگلستان، نروژ، استرالیا و کانادا، مطالعات در زمینه خشونت علیه زنان نشان می‌دهد که ۶۰٪ تا ۷۰٪ آن‌ها کسانی بودند که در دوران کودکی مورد سوء استفاده‌های جنسی قرار گرفتند و از این تعداد ۶۵٪ مورد تجاوز واقع شده‌اند. اغلب آن‌ها کمتر از ۱۵ سال سن داشتند. بسیاری از زنان و دختران جوان مورد آزار جنسی، مستقیماً پس دوره مراقبت به تن‌فروشی بازمی‌گردند.
طرفداران لغو تن‌فروشی همچنین به میزان بالای خشونت بر زنان در صنعت جنسی اعتراض می‌کنند. تحقیقات بر روی زنان تن‌فروش، نشان‌دهندهٔ سطح بسیار بالایی از خشونت علیه این دسته از زنان می‌باشد. اعداد و ارقام در طول تحقیقات در نوسان هستند. یک تحقیق نمونه‌ای نشان می‌دهد که ۸۰٪ نمونه‌ها از زمانی که شروع به تن‌فروشی کرده‌اند مورد تجاوز تنانی قرار گرفته‌اند، که ۵۵٪ آن‌ها توسط مردان بوده‌است. علاوه بر این، ۸۰٪ نمونه‌ها از زمانی که شروع به تن‌فروشی کرده‌اند به‌طور تنانی مورد تهدید واقع شده‌اند که ۸۳٪ آن با اسلحه بوده‌است. ۸٪ از حمله‌های تنانی توسط دلال‌های محبت یا مردانی از یک قماش بوده که به صدمه‌های جدی از قبیل جراحت با گلوله و چاقو منجر شده‌است. ۶۸٪ از زمانی که شروع به تن‌فروشی کرده‌اند مورد تجاوز جنسی قرار گرفته‌اند، که ۴۸٪ موارد بیش از ۵ مرتبه بوده‌است و ۴۶٪ از تجاوزهای جنسی گروهی خبر می‌دهند. در نهایت ۴۹ درصدی که از آن‌ها در ساخت پورنوگرافی (جنسیت‌نگاری) استفاده شده، ۳۲ درصدشان در پریشانی حاصل از اجرای نمایش تجاوز گروهی قرار گرفته‌اند. گزارش مربوط به زنان تن‌فروشِ خیابانی و خانگی هر دو نشان دهندهٔ سطوح بالایی از خشونت هستند و احتیاج مبرمی به مواظبت و هراس دائمی دارند. بسیاری از مکان‌های تن‌فروشی جهت جلوگیری از تهدید خشونت داخلی دکمه‌های اضطراری نصب کرده‌اند.
مخالفان برده‌داری، تن‌فروشی را به خودی خود فارغ از نمونه‌های منحصربه‌فرد خشونت یا خشونتی که بیشتر زنان به‌طور تاریخی در تن‌فروشی متحمل آن شده‌اند، به صورت نوعی خشونت مردانه علیه زنان و کودکان
می‌بینند.
این باور ریشه اصلی نظری تقاضا جهت رفع مجرمیت از روسپیان (عمدتاً زنان) و ادامهٔ اعلام جرم علیه مشتریان، دلالان، سوداگران و قاچاقچیان انسان می‌باشد. در مورد سایر فرم‌های خشونت علیه زنان، فمنیست‌های ضد خشونت انتظار دارند که زنانی که دچار ضرب و جرح، تجاوز، تجاوز از سوی محارم، مزاحمت و تهدید شده‌اند، به خاطر جرایمی که علیه آن‌ها رخ داده مجازات نشوند و مردان بزهکاران که عمدتاً از آشنایان قربانیان هستند با توجه به قانون متحمل عواقب مجرمانه گردند.
مدافعان لغو تن‌فروشی، همچنین، نمونه‌هایی از شباهتِ بین تن‌فروشی و خشونت علیه زنان، ارائه می‌دهند. فالی، لین و کوتن (۲۰۰۵)استدلال می‌کنند که تن‌فروشی بیشتر شبیه اعمال زور است. به این دلیل که در آن زن بواسطه الگوی اجبار و رفتار کنترلی (از طرف دلالان تن‌فروشی و قاچاقچیان، به‌علاوه مشتریان تن‌فروشی) کنترل می‌شود. تحقیقات انجام شده توسط گیوبه (۱۹۹۳) نشان داد که شباهت‌هایی میان دلالان جنسی و زورگویان وجود دارد. هر دو گروه به استفاده از زنان از طریق، انزوای اجتماعیِ اجباری، تهدید، ارعاب، سوء استفاده کلامی و جنسی، نگرش مالکیت و خشونت‌های فیزیکی شدید، می‌پردازند. بسیاری از کسانی که سابق تن‌فروشی می‌کردند، براین باورند که که تن‌فروشی شباهت زیادی به تجاوز جنسی دارد؛ و این به دلیل آن است که، تن‌فروشی شکلی از برآوردن تمایلات جنسی است که به‌طور کامل توسط مرد، کنترل می‌شود. تجاوز نیز شکلی از برآوردن تمایلات جنسی است که متجاوز در آن، رابطه را کنترل می‌کند و نسبت به تمایلات، سلامت فیزیکی یا آسیب روانی قربانی، بی‌تفاوت است
مدافعان لغو تن‌فروشی، رویکردی فمینیستی (intersectional)را اتخاد می‌کنند که در آن روابط قدرت، درگیر در تن‌فروشی است، به این معنا که آن‌ها علاوه بر اینکه تن‌فروشی را تبعیض جنسی علیه زنان می‌دانند، معتقدند، تن فروشان به واسطه اشکال گوناگونی از قدرتِ سرکوبهای اجتماعی، به این کار وادار شده‌اند. برخی تحلیلگران بر روی مسائل حقوق بشر پیرامون تن‌فروشی، از جمله سیگما هودا در گزارشش برای کمسیون حقوق بشر سازمان ملل متحد، این رویکرد را اتخاذ کرد:
«عمل تن‌فروشی با پیوستن دو شکل از قدرت اجتماعی (رابطه جنسی و پول) که در تعامل با یکدیگر اند، تعریف می‌شود. در هر دو قلمرو (تمایلات جنسی و اقتصاد) مردان قدرت نظام بندی شدهً قابل توجهی بر زنان دارند. ترکیب این دو نابرابریِ قدرت در تن‌فروشی، هر دو، اختصاص و تأکید مجددی بر سلطهً وضعیت اجتماعی مردان نسبت به زنان دارد.»
«تقاضا برای رابطه جنسیِ تجاری، اغلب ریشه در نابرابری‌های قدرت نژادی، ملیتی، طبقه‌ای و رنگ، دارد.»
مدافعان، تن‌فروشی را به فقدان منابع اقتصادی نسبت می‌دهند. امروزه جهانی سازی و نئولیبرالیسم، نابرابریِ اقتصادی را به وضع بدتری نسبت به قبل کشانده‌است، این امر از طریق کاهش هزینه‌های اجتماعی در کشورهای سوسیالیسم شمالی سابق و افزایش تقاضا برای نیروی کار ارزان، از جمله در تن‌فروشی، در کشورهای جنوبی و شمالی، ممکن شده‌است. کنار هم قرار گرفتن مسائلی چون، تبعیض جنسی در میزان دستمزد و نوع کار، آزار جنسی در محل کار، و بار سنگین مسئولیت نگهداری از کودکان، افراد مسن و بیمار، زنان را در ضرر اقتصادی قابل توجهی در ساختار فعلی اقتصاد، قرار داده‌است.. فقر، بزرگ‌ترین عامل فشار برای زنان آسیب‌پذیر است تا برای امرار معاش خود به تن‌فروشی تن دهند.
علاوه بر این، شکل‌های مختلف نژادپرستی، عامل ورود زنان به تن‌فروشی است. در هر دو عامل، به دلیل تمایل مردان به زنانِ با نژاد خاص در تن‌فروشی، این دسته از زنان را بیشتر در معرض خطر قرار داده‌است. نژادپرستی در آموزش پروش و سیستم‌های اقتصادی –سیاسی بر قدرت انتخاب زنان رنگین‌پوست تأثیر می‌گذارد. علاوه بر این، تبعیض جنسیتی، از طریق پورنوگرافی نیز نمود پیدا می‌کند. در آن‌ها زنان سیاه‌پوست و آسیایی با تمایلات جنسی بالایِ اغراق‌آمیز و بسیار مطیع، نشان داده می‌شوند. در حالت متفاوت دیگری، آن‌ها برای مردانی که متقاضی زنان با نژاد خاص در تن‌فروشی هستند، آماده می‌شوند. اتاق‌های ماساژ، کاباره‌ها و سایر مکان‌های تجاری مربوط به تن‌فروشی در محله‌های فقیر و نژادی، واقع شده‌است. مردان تشویق می‌شوند که این محله‌ها را به منظور تن‌فروشی زنان اداره کنند. تمامی زنان در این محله‌ها نسبت به آزار جنسی مرتبط با تن‌فروشی آسیب پذیرند و بسیار محتمل است که در حالت عادی حاضر به پذیرش تن‌فروشی شوند.[۳۴]
زنان بومی در سراسر جهان به‌طور ویژه مورد هدف تن‌فروشی قرار می‌گیرند. مطالعات نشان می‌دهد که درکانادا، نیوزیلند، مکزیک و تایوان زنان بومی در کف سلسله مراتب تن‌فروشی قرار دارند و معمولاً در معرض بدترین شرایط و بیشترین درخواست‌های خشونت‌آمیز قرار می‌گیرند و به پایین‌ترین قیمت فروخته می‌شوند. برای زنان بومی عادی است که در مقایسه با جمعیت کلی خود بیش از اندازه درگیر تن‌فروشی باشند. این نتیجهٔ ترکیبی از نیروهای نفرت از زنان، جهانی سازی/نئولیبرالیسم، از هم گسیختگی اجتماعی و فرهنگی، تبعیض نژادی و درجات بسیار بالا از خشونت که علیه آن‌ها رخ می‌دهد می‌باشد. «جنبش شبکهٔ زنان بومی»، یک مؤسسهٔ ضد برده داری در کانادا، به‌طور ویژه تأکید کرده‌است که از آن جا که تن‌فروشی زنان بومی نتیجه و تقویت‌کننده نفرتی شدید نسبت به زنان بومی است، هیچ نظام قانون مندسازی (که این صنعت را گسترش می‌دهد و زنان بیشتری را به دام می‌اندازد) از دیگری برای زنان بومی ایمن‌تر نخواهد بود. تن‌فروشی تنها می‌تواند بیش از پیش به زنان بومی صدمه بزند.

### ذات نژادی و طبقاتی تن‌فروشی
منع قانونی از خرید خدمات جنسی
در سال ۱۹۹۹ سوئد در راستای غیرقانونی کردن پرداخت پول برای رابطه جنسی رتبه اول را در جهان بدست آورد، اگرچه خود تن‌فروشی هنوز باقی بود (مجرمان جنسی مشتری‌ها هستند نه تن‌فروش‌ها). در سال ۲۰۰۹ هم قوانین مشابهی در نروژ و ایسلند به تصویب رسیدند.
همچنین در سال ۲۰۰۹ دولت دانمارک امکان ممنوعیت خرید خدمات جنسی را به بحث گذاشت. در همین سال در مجارستان نیز سازمانی (لابی‌ای) جهت استقرار همین قانون تشکیل شد.
این قوانین نشان دهندهٔ گسترشِ (طبیعیِ) دیدگاهِ فمنیست‌هایی است که مخالف تن‌فروشی می‌باشد. این فمنیست‌ها تفکر اصلاح‌پذیر بودن تن‌فروشی را رد می‌کنند، و مخالف کمتر کردن آسیب‌ها در تن‌فروشی می‌باشند. تریشا باپتی، یک تن‌فروش سابق کانادایی که اکنون از مخالفان صنعت جنسی است و برای منع قانونی خرید خدمات جنسی، اقدامات سازمانی انجام می‌دهد، نوشت: "کاهش آسیب؟ شما نمی‌توانید تن‌فروشی را "سالم‌تر" کنید؛ تن‌فروشی ذاتاً یک عمل خشونت‌بار است. مسئله در مورد تجاوز است، پول فقط جرمی که مردان مرتکب می‌شوند را کم‌رنگ‌تر می‌کند، "ss" یکی از بهترین کارها در رابطه با مسائل جنسی، این است که مردان امکان خرید رابطه جنسی را نداشته باشند، چون خریدن رابطه جنسی باعث پدید آمدن خشونت بر زنان می‌شود و مانعی جدی در راه برابری زنان می‌باشد. "
این فمنیست‌ها تن‌فروشی را حالتی از خشونت بر زنان می‌دانند و استدلال رایج در مورد قانونی کردن تن‌فروشی را- که معتقد است: " تن‌فروشی همیشه وجود داشته و هرگز از بین نخواهد رفت"- شدیداً محکوم می‌کنند. این فمنسیت‌ها این‌گونه استدلال می‌کنند که دیگر اعمال خشونت‌بار همچون قتل، تجاوز و کودک‌آزاری همیشه وجود داشته‌اند و هیچگاه از بین نرفته‌اند، و این تداوم دلیلی برای قانونی کردن آن‌ها نمی‌باشد. این فمنیست‌ها می‌گویند که تفکر تن‌فروشی قانونی، به منظور کنترل کردن‌اش، و " اندکی وضع‌اش را بهتر کردن" و کاهش آسیب تفاوت چندانی با تفکر قانونی کردن خشونت خانگی، به منظور کنترل کردنش، و " اندکی وضع‌اش را بهتر کردن" و کاهش آسیب، ندارد.

## موافقان با تن‌فروشی
برخلاف آن فمنیست‌هایی که منتقد تن‌فروشی هستند، خط فکری موافق با تن‌فروشی نمی‌پذیرد که اعمال جنسی در تن‌فروشی به‌طور ذاتی همراه با عناصر اکراه، استثمار و استیلا هستند. به همین دلیل فمنیست‌های موافق با تن‌فروشی ادعا می‌کنند که تن‌فروشی می‌تواند تجربه‌ای مثبت برای زنانی باشد که از آزادی عمل خود استفاده کرده‌اند تا تصمیمی غیررسمی برای بر تن‌فروشی بگیرند.
بسیاری از فمنیست‌ها، به خصوص آنهایی که به جنبش حقوق تن فروشان یا فمنیسم سکس-مثبت وابسته هستند استدلال می‌کنند که عمل فروش سکس نیاز ندارد که در ذات خود استثماری باشد ولی تلاش‌ها برای نابود کردن تن‌فروشی و طرز فکری که به چنین تلاش‌هایی می‌انجامد، منجر به ایجاد فضایی مشکل آفرین برای تن فروشان می‌شود که باید تغییر کند. از این نظر، تن‌فروشی، در کنار سایر فرم‌های کار جنسی، می‌تواند انتخابی معتبر برای زنان و مردانی باشد که به آن مشغولند. این دیدگاه به ظهور جنبش بین‌المللی حقوق تن فروشان از دههٔ ۱۹۷۰ انجامیده‌است که شامل موسساتی چون COYOTE, مجمع بین‌المللی تن فروشان، پروژهٔ گسترش تن فروشان و سایر گروه‌های حقوق تن فروشان می‌شود.
یک استدلال مهم که از طرف فمنیست‌های طرفدار تن‌فروشی مانند کارول کویین ارائه شده‌است این نکته را برجسته می‌کند که بسیاری از مواقع فمنیست‌هایی که منتقد تن‌فروشی هستند در سنجش متناسب نظرات زنانی که خود در کار جنسی مشغولند شکست خورده‌اند و به جای آن استدلال‌های خود را بر تئوری و تجارب ناریخ مصرف گذشته بنا کرده‌اند.
خط فکری طرفدار تن‌فروشان همچنین نسبت به منطقی که پشت استدلال‌های فمنیست‌های مخالف تن‌فروشی است مشکوک است و اکثر اوقات باور دارد که چنین فمنیست‌هایی استدلال‌های خود را بر پندارهای پوسیده از جنسیت بنا کرده‌اند که به قصد محدود کردن اعمال جنسی و تعدیل تظاهرات رفتاری و جنسی زنان به وجود آمده‌اند. بدون شک، چنین تحلیلی اظهار می‌دارد که خود فمنیست‌های مخالف تن‌فروشی عامل ساخت جنسیتی هستند که محصول پدر سالاری است. جیل نایگل این موضوع را به نوعی حاصل از ساختار دوتایی «یا دختر خوب یا دختر بد» در هویت زنانه در نظر می‌گیرد. عقیده‌ای که او باور دارد ما باید از بین ببریم.
فعالان و محققینی که حامی این موضع هستند شامل افراد ذیل می‌شوند: مارگو سنت جیمز، نورما جین المودوار، کاملاً کمپادو، لارا ماریا آگوستین، آنی اسپرینکل، کلرول لی (که به نام اسکارلت هارلوت هم شناخته می‌شود)، کارول کویین و آداسیا ری.

## دیدگاه‌های دیگر
فمنیست‌های زیادی هستند که نظرشان در مورد تن‌فروشی در هیچ‌یک از دیدگاه‌های فمنیست‌های ضد تن‌فروشی و فمنیست‌های موافق سکس نمی‌گنجد و در بعضی موارد نسبت به هر دو منتقدند. این نویسندگان فمنیست از آنچه آن‌ها مجادله ای بی حاصل و معمولاً ناراحت‌کننده که ویژگی تحلیل دوگانه از تن‌فروشی می‌باشد می‌دانند انتقاد کرده‌اند. چنین نویسندگانی تأکید کرده‌اند که خود فمنیست‌ها با پذیرفتن استدلال‌هایی که تن‌فروشی را در سطح تحلیلی مبتذل و مجادله‌ای نظری پایین می‌آورد، به کم رنگ کردن نقش تن فروشان، ساده کردن کاری که واقعاً انجام می‌دهند و شرایط منحصربه‌فرد هر شخص کمک می‌کنند.
محقق فمنیست لاری شریگ همچنین آشفتگی خود نظرات فمنیست‌ها را در مورد تن‌فروشی به نقد می‌کشد. شریگ ادعا می‌کند که فمنیست‌های طرفدار سکس آزاد به خاطر مبارزه قاطعانه‌شان با پدر سالاری دچار بی‌دقتی می‌شوند و از لغو از قوانینی تن‌فروشی به "سبک فریدمن حمایت می‌کنند، بی‌آنکه متوجه مفهومی‌ شوند که این موضوع برای زنانی که درگیر کار جنسی هستند دارد. به ویژه با توجه به ذات تجارت جنسی که به احتمال قریب به یقین دچار آفت استثمار و شرایط کاری نامناسب است. دغدغه‌هایی که باید برای هر فمنیست پراهمیت باشد.